# Harue Sato
Pour les articles homonymes, voir Sato.
Harue Sato (佐藤 春詠, Sato Harue), née le 1er janvier 1976, est une joueuse internationale de football japonaise.

## Biographie
Le 31 mai 2000, elle fait ses débuts dans l'équipe nationale japonaise contre l'Australie. Elle compte 17 sélections et 4 buts en équipe nationale du Japon de 2000 à 2002.

## Statistiques
Le tableau ci-dessous présente les statistiques de Harue Sato en équipe nationale
| Équipe du Japon | Équipe du Japon | Équipe du Japon |
| Année           | Matchs          | Buts            |
| --------------- | --------------- | --------------- |
| 2000            | 4               | 1               |
| 2001            | 9               | 3               |
| 2002            | 4               | 0               |
| Total           | 17              | 4               |

## Palmarès
- Finaliste de la Coupe d'Asie 2001